# Fernel Monroy
Fernel Monroy (Guatemala, 24 de Junio de 1966) es un cantante de música cristiana y pastor, conocido por sus canciones como Remolineando, Los enemigos de jehová, Hay momentos tan especiales, En tu presencia, Señor eres grande, Padre de misericordia, Le llaman guerrero, Árboles junto al río, Cántico nuevo, Porque soy un sacerdote, Yo haré una fiesta, Ha exhibido su espada, entre otros. Participó en eventos junto a artistas reconocidos como Miel San Marcos, Juan Carlos Alvarado, Julio Melgar, Jaime Murrell, Paul Wilbur, entre otros.

## Carrera musical
En 1991, Monroy grabó su primer disco titulado Remolineando, como miembro de la banda Salmodiad. En 2002, Monroy grabó su primer solista disco titulado Árboles Junto Al Río. Formó parte de la gira Proezas y Pentecostés de Miel San Marcos. También ha participado en eventos con otros artistas como Redimi2, René González, Marco Barrientos, Erick Porta, Billy Bunster, Bani Muñoz, entre otros.

## Discografía[7]

#### Con Salmodiad
- Remolineando (1991)
- Exquisita Presencia (1992)
- Tabernáculos De Amor (1997)

#### Como solista
- Árboles Junto Al Río (2002)
- Salmodiando En Las Naciones (2004)
- Salmodiando En Las Naciones ll (2005)
- Remolineando En Jerusalem, Vol. 1 (2007)
- Remolineando En Jerusalem, Vol. 2 (2008)
- Salmodiando Acústico (2009)
- Desesperados Por Tu Presencia (2010)
- Explosión De Victoria (2012)
- León De Judá (2018)
- Resucitó (2019)
- Avivadores Del Fuego (2024)

## Premios y nominaciones
- Premios AMCL 2008: Álbum mesiánico del año por Salmodiando en las naciones Vol. 2[8]
- Premios Unción 2012: Mejor canción de alabanza por «Ha exhibido su espada» [9]